# Wrapped in a dream
Wrapped in a dream is het 25e album van Spyro Gyra. Het album stond in het teken van het doorschuiven van de drumstokjes, de band had (al)weer een nieuwe drummer. De band had zich teruggetrokken in de Beartracksstudio te Suffern, maar maakte aanvullende opnamen in de Blue Noise Recording Studio te Frederick (Maryland).

## Musici
- Jay Beckenstein – sopraansaxofoon, altsaxofoon, tenorsaxofoon, dwarsfluit, zang, toetsinstrumenten, percussie
- Tom Schuman – toetsinstrumenten
- Julio Fernandez – gitaar
- Scott Ambush – basgitaar
- Josh Dion – slagwerk (niet op 11)

Met
- Cyro Baptista – percussie op 1, 3, 5, 6, 8, 10, 12
- Nathan Eklund – trompet op 3, 10
- Dave Samuels – marimba op 3, 5, 12
- Ludwig Afonso – slagwerk op 11
- Eric Oliver – trombone op 12

## Muziek
| Nr. | Titel                                    | producer(s)          | Duur |
| --- | ---------------------------------------- | -------------------- | ---- |
| 1.  | Spyro time (Fernandez, Beckenstein)      | Fernandez            | 4:00 |
| 2.  | Midnight thunder (Chuck Loeb)            | Loeb, Beckenstein    | 4:11 |
| 3.  | The voodooyoodoo (Ambush)                | Ambush, Beckenstein  | 5:21 |
| 4.  | Tuesday (Loeb)                           | Loeb, Beckenstein    | 4:58 |
| 5.  | Impressions of Madrid (Beckenstein)      | Beckenstein          | 5:20 |
| 6.  | Impressions of Toledo (Beckenstein)      | Beckenstein          | 5:52 |
| 7.  | Wrapped in a dream (Beckenstein)         | Beckenstein          | 6:26 |
| 8.  | After the storm (Fernandez, Beckenstein) | Fernandez            | 6:04 |
| 9.  | Walkin’ home (Schuman, Beckenstein)      | Schuman              | 4:36 |
| 10. | The lowdown (Jeremy Wall)                | Wall, Beckenstein    | 4:09 |
| 11. | Lil’ mono (Schuman, Afonso)              | Schuman, Beckenstein | 5:46 |
| 12. | Woogitybop (Beckenstein)                 | Beckenstein          | 4:36 |